# 安妮·斯塔福德
安妮·黑斯廷斯，亨廷登伯爵夫人（娘家姓斯塔福德，约1483年—1544年），第二代白金汉公爵亨利·斯塔福德和凯瑟琳·伍德维尔之女。她先嫁沃尔特·赫伯特爵士，后改嫁第一代亨廷登伯爵乔治·黑斯廷斯。安妮曾担任亨利八世之女，未来的玛丽一世的侍女。

## 家系
安妮出生于约1483年。她有两个兄弟：第三代白金汉公爵爱德华·斯塔福德和第一代威尔特伯爵亨利·斯塔福德；另外还有一个姐妹，苏塞克斯伯爵夫人伊丽莎白·斯塔福德。
1483年，时任国王理查三世以叛国罪处死了安妮的父亲，其母改嫁贾斯珀·都铎。1503年，安妮嫁给了沃尔特·赫伯特爵士。1507年赫伯特爵士去世，安妮以亡夫的遗产（包括威尔士的拉格兰城堡在内）为交换投奔了自己的兄弟爱德华。在她1509年改嫁乔治·黑斯廷斯之前一直在索恩伯里城堡居住。
1510年安妮卷入了一桩丑闻。她被传与廷臣威廉·康普顿爵士有染。有一次白金汉在安妮的卧室抓获了康普顿。后者被迫发誓没有与安妮通奸；另一方面，黑斯廷斯伯爵将妻子送到了距离王廷60英里以外的一座修道院出家。当时并没有发现两人有实际关系的直接证据，但是1523年康普顿反常地在遗嘱中把封地赠予安妮，并把她视为自己的亲族。因此应该可以判断两人确实关系非同寻常。
事后黑斯廷斯伯爵原谅了妻子，二人又如胶似漆起来。现存1525年伯爵写给安妮的一封信被称为“那个时代最缠绵悱恻的情书“。
有说法认为安妮是亨利八世众多情妇之一。

## 婚姻和子嗣
安妮1503年嫁予第一代彭布罗克伯爵威廉·赫伯特的私生子沃尔特·赫伯特爵士。四年后爵士就去世了，二人无嗣。1509年12月她改嫁第一代亨廷登伯爵乔治·黑斯廷斯，二人育有五子三女：
- 第二代亨廷登伯爵弗朗西斯·黑斯廷斯，后娶第一代蒙塔古男爵亨利·珀尔的长女凯瑟琳·珀尔为妻，育有六子五女。[9]
- 托马斯·黑斯廷斯爵士，娶了亨利·珀尔的另一个女儿威妮弗雷德·珀尔。[10]
- 第一代拉夫堡男爵爱德华·黑斯廷斯
- 亨利·黑斯廷斯。
- 威廉·黑斯廷斯。
- 多萝西·黑斯廷斯，嫁予第一任赫里福德子爵沃尔特·德弗罗的次子，理查德·德弗罗爵士。理查德和他的长兄都先于其父去世，因此理查德和多萝西的儿子第一任埃塞克斯伯爵沃尔特·德弗罗成为了外祖父的继承人。[11]
- 玛丽·黑斯廷斯，嫁予第六代伯克利男爵托马斯·伯克利。[12]
- 凯瑟琳·黑斯廷斯。

## 文艺作品
- 安妮是凯特·爱默生的小说《但凭国王的喜欢》中的主角。[13]
- 2007年的电视剧《都铎王朝》中安娜·布鲁斯特饰演安妮。剧中安妮被设定为第三代白金汉公爵爱德华·斯塔福德的女儿而不是他的妹妹，并且与第一代萨福克公爵查尔斯·布兰登有染。最后她与威廉·康普顿一同死于汗热病。
- 菲莉帕·格雷戈里的小说《永恒的公主》中，安妮也有出场。

## 脚注
1. ↑  Cokayne 1959，第738頁; Richardson IV 2011，第82頁; Dockray 2004.
2. ↑  Richardson IV 2011，第82頁; Davies 2008.
3. ↑  Harris 2002，第144–5頁.
4. ↑  Harris 2002，第83頁.
5. ↑  Harris 2002，第83–4頁.
6. ↑  .   [2017-12-21]. （原始内容存档于2018-07-27）.
7. ↑  Richardson, however, lists Sir Walter Herbert among the legitimate sons of William Herbert, 1st Earl of Pembroke, and his wife, Anne Devereux; Richardson II 2011，第388頁.
8. 1 2  Richardson II 2011，第374頁.
9. ↑  Richardson II 2011，第374–5頁.
10. ↑  Richardson III 2011，第377–8頁.
11. ↑  Howell 2004; McGurk 2004.
12. ↑  Maclean & p. 252.
13. ↑  .   [2017-12-21]. （原始内容存档于2017-12-20）.